# Rajd ELPA 2009
Rajd Elpa 2009 (33. Elpa Rally) – 33 edycja rajdu samochodowego Rajd Elpa rozgrywanego w Grecji. Rozgrywany był od 25 do 27 września 2009 roku. Była to dziewiąta runda Rajdowych Mistrzostw Europy w roku 2009 oraz siódma runda Rajdowych Mistrzostw Grecji. Składał się z 12 odcinków specjalnych.

## Klasyfikacja rajdu
| Miejsce | Miejsce | Miejsce | Kierowca                | Pilot                | Samochód                       | Czas      | Strata   |
| Gen.    | GRE     | ERC     | Kierowca                | Pilot                | Samochód                       | Czas      | Strata   |
| ------- | ------- | ------- | ----------------------- | -------------------- | ------------------------------ | --------- | -------- |
| 1.      | 1.      |         | Ioannis Papadimitriou   | Allan Harryman       | Mitsubishi Lancer Evo IX       | 3:27:51.2 | 0.0      |
| 2.      |         | 1.      | Giandomenico Basso      | Mitia Dotta          | Fiat Abarth Grande Punto S2000 | 3:28:34.7 | +43.5    |
| 3.      |         | 2.      | Carlo Cassina           | Jan Škaloud          | Mitsubishi Lancer Evo IX       | 3:39:31.8 | +11:40.6 |
| 4.      | 2.      |         | Manolis Panagiotopoulos | Emmanouel Ahtidas    | Mitsubishi Lancer Evo IX       | 3:41:47.7 | +13:56.5 |
| 5.      | 3.      |         | Grigoris Nioras         | Konstantinos Kakalis | Subaru Impreza STi N12         | 3:43:01.2 | +15:10.0 |
| 6.      |         | 3.      | Todor Slavov            | Dobromir Filipov     | Renault Clio R3                | 3:52:06.3 | +24:15.1 |
| 7.      |         | 4.      | Nikolaos Halivelakis    | Eleni Malaktari      | Mitsubishi Lancer Evo VIII     | 3:55:13.9 | +27:22.7 |
| 8.      | 4.      |         | Panos Konstantakos      | Theodoros Siderakis  | Mitsubishi Lancer Evo VIII     | 3:58:57.5 | +31:06.3 |
| 9.      | 5.      |         | Giórgos Gallo           | Marios Tsaousoglou   | Peugeot 206 XS                 | 4:03:53.4 | +36:02.2 |
| 10.     | 6.      |         | Eleftherios Aligizakis  | Mihalis Hatzidakis   | Citroën C2 R2 Max              | 4:07:11.3 | +39:20.1 |